# West Jefferson (Caroline du Nord)
West Jefferson est une ville américaine située dans le comté d'Ashe en Caroline du Nord. En 2020, sa population était de 1 279 habitants.

## Histoire
West Jefferson est une ville américaine qui a été incorporée en 1909. 
À une époque, elle avait la distinction d'avoir la seule usine de fromage du sud-est des États-Unis. Pendant de nombreuses décennies, West Jefferson a été desservie par le Norfolk and Western Railway, mieux connu sous le nom de "Virginia Creeper Trail". Le chemin de fer était la raison principale de la création de West Jefferson, car la ville est devenue un arrêt majeur sur la ligne de chemin de fer. 
Avec le déclin du chemin de fer et la perte d'emplois dans les usines textiles au profit des marchés étrangers, l'économie de West Jefferson est de plus en plus axée sur l'industrie touristique. La situation de la ville dans les montagnes des Appalaches a conduit de nombreux touristes à visiter la région chaque année, et de nombreux touristes venus d'autres États ont commencé à construire des cabanes et des projets immobiliers autour de la ville. Les attractions comprennent une rue principale piétonne avec de la nourriture, des brasseries, de l'art local, une usine de fromage, un théâtre vintage, un festival annuel, un caboose d'un train et une aire de jeux pour enfants.

## Traduction
- (en) Cet article est partiellement ou en totalité issu de l’article de Wikipédia en anglais intitulé « West Jefferson, North Carolina » (voir la liste des auteurs).